# Consistórios de Martinho IV
O Papa Martinho IV (1281-1285) criou sete novos cardeais em um consistório em 12 de abril de 1281:

## 12 de abrilde1281
1. Bernard de Languissel † 19 de setembro de 1291.
2. Hugh de Evesham † 27 de julho de 1287.
3. Jean Cholet † 2 de agosto de 1292.
4. Gervais Jeancolet de Clinchamp † 15 de setembro de 1287.
5. Conte de Casate † 8 de abril de 1287.
6. Geoffroy de Bar † 21 de agosto de 1287.
7. Benedetto Caetani † 11 de outubro de 1303.